# Patriofelis
Patriofelis is een geslacht van uitgestorven roofzoogdieren behorend tot de familie Oxyaenidae van de Creodonta. Het was een van de grootste vertegenwoordigers van deze roofdiergroep. Patriofelis leefde in het Vroeg-Eoceen in Noord-Amerika.

## Fossiele vondsten
Fossielen van Patriofelis zijn gevonden in de Amerikaanse staten Colorado, Oregon en Wyoming. De vondsten dateren uit de North American Land Mammal Age Bridgerian.

## Kenmerken
Patriofelis leek sterk op een katachtige en het was met een lengte van 1.2 tot 1.8 meter en een gewicht van 40 tot 90 kg zo groot als een moderne panter. De kop van Patriofelis was groot en de kaken waren erg krachtig. Deze oxyaenide had een lang lichaam met een stijve rug. Uit de korte poten en brede voeten valt af te leiden dat dit roofdier geen snelle loper was en jaagde vanuit een hinderlaag. Wel was Patriofelis waarschijnlijk een goede zwemmer. Patriofelis had een hyena-achtig gebit.